# Lawon-Affäre

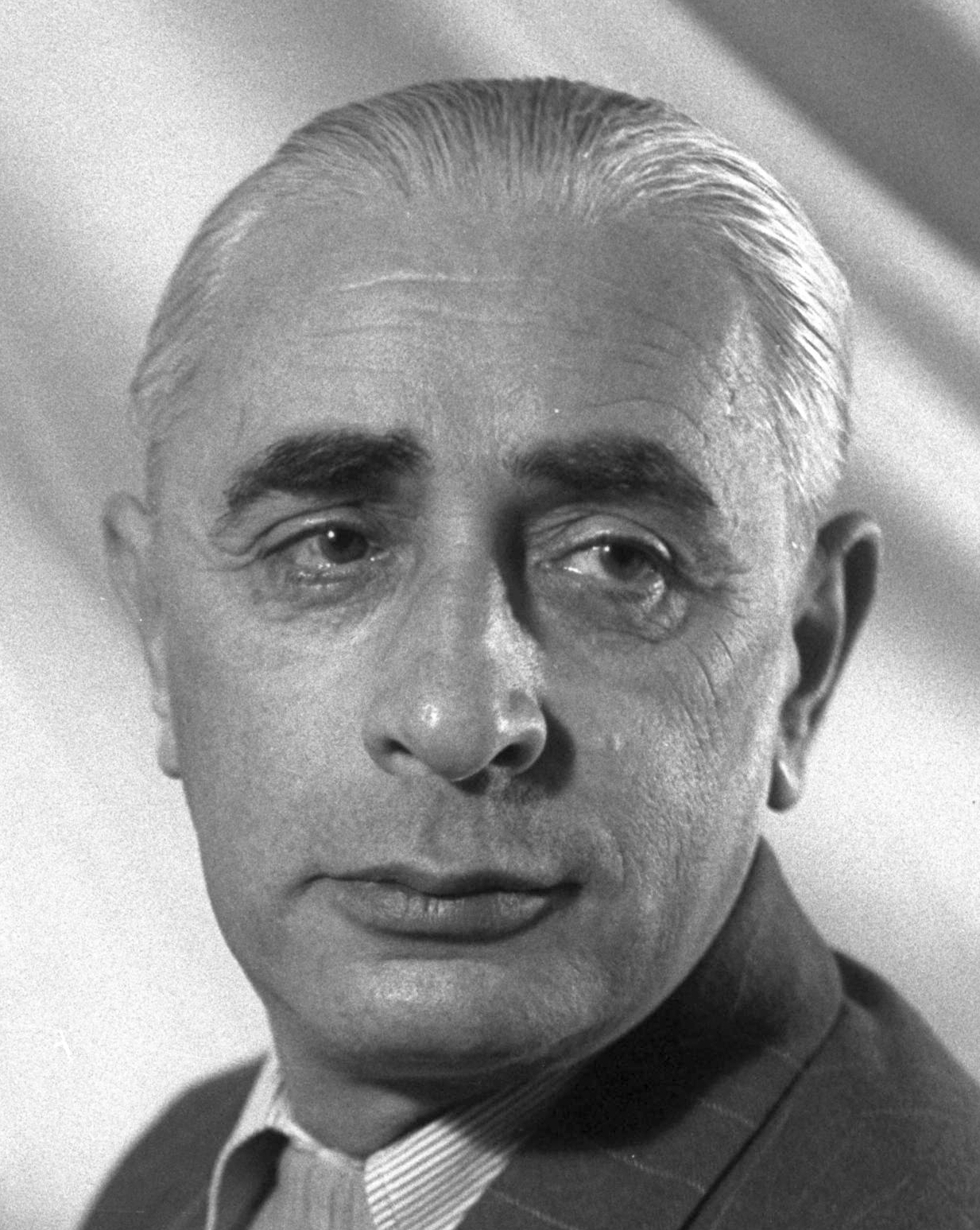
Der israelische Verteidigungsminister Pinchas Lawon, der wegen der Geheimdienstaffäre zurücktreten musste

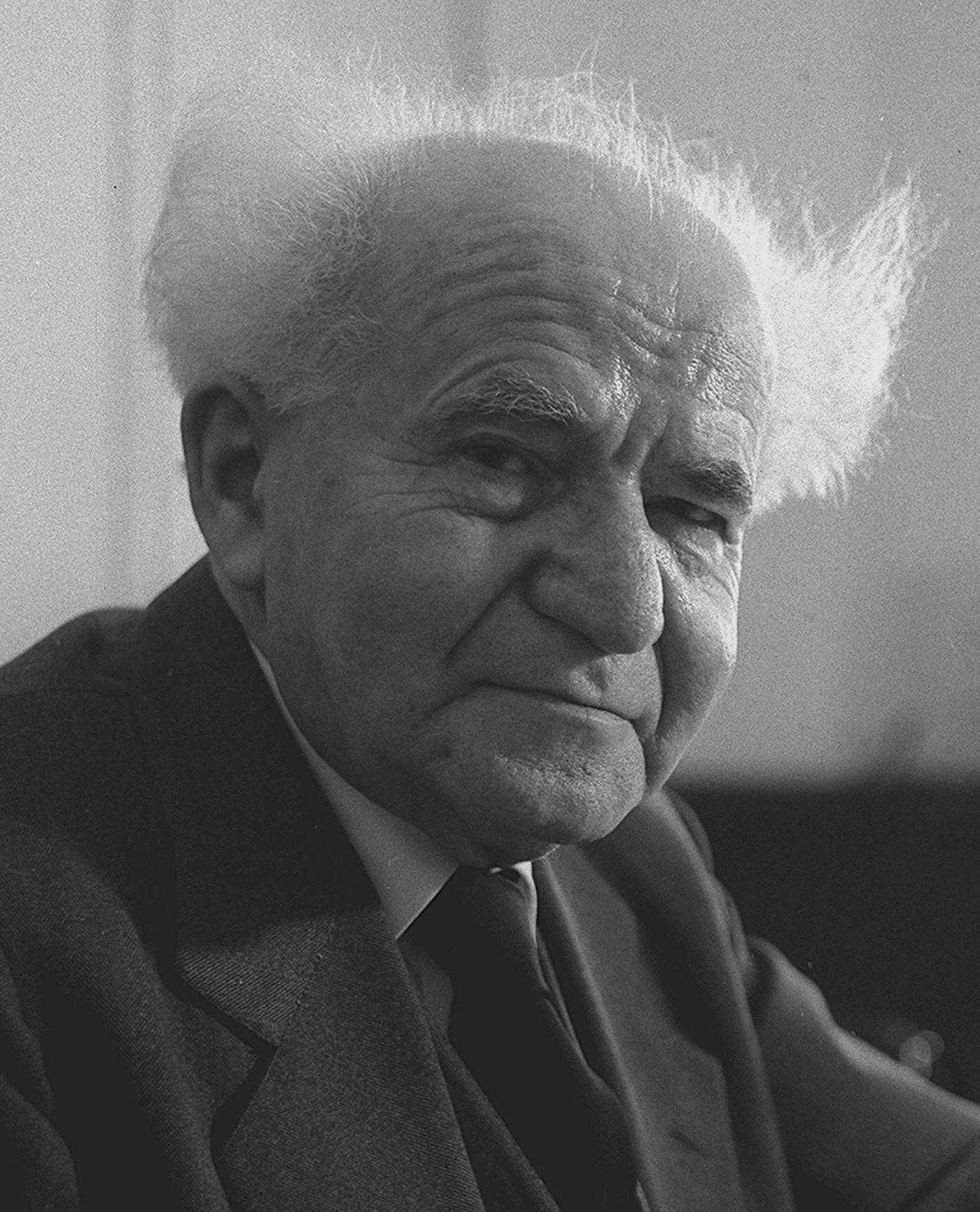
David Ben-Gurion trat als Spätfolge der Affäre 1963 als Premierminister Israels zurück

Die Lawon-Affäre (auch „Lavon-Affäre“) war eine politische Affäre in Israel infolge einer misslungenen Geheimoperation des Militärgeheimdienstes Aman. Diese war 1954 in Ägypten unter dem Decknamen Operation Susannah durchgeführt worden. Eine Gruppe ägyptischer Juden war damals vom Geheimdienst rekrutiert worden, um Bombenanschläge vor allem auf amerikanische und britische Ziele in Ägypten durchzuführen. Dazu gehörten Bibliotheken, Kinos und eine Erziehungseinrichtung. Für die Anschläge sollten durch gezieltes Verbreiten von gefälschten Informationen die völlig unbeteiligte Muslimbruderschaft und ägyptische Kommunisten verantwortlich gemacht und dadurch ein Klima der Gewalt und politischer Unruhe erzeugt werden. Das Ziel dieser Operation unter falscher Flagge war unter anderem, die Briten dazu zu bringen, die militärische Kontrolle des Sueskanals fortzuführen. Die Bombenanschläge schlugen teilweise fehl, und durch die Festnahme aller elf an der Operation beteiligten israelischen Agenten durch ägyptische Sicherheitskräfte und die folgenden Gerichtsverfahren wurden die Hintergründe aufgedeckt.
Die Affäre, in Israel zunächst als hebräisch עסק ביש esek bisch, deutsch ‚unangenehme Affäre‘ bezeichnet, sorgte aufgrund der Tragweite des Geschehens und der Schwierigkeit, die tatsächlich Verantwortlichen zu identifizieren, bis in die 1960er Jahre für Unruhe und Auseinandersetzungen in der israelischen Politik und Öffentlichkeit. Sie führte zu mehreren öffentlichen und geheimen Untersuchungen durch Justiz und das Militär, zur Entlassung des Geheimdienstchefs, dem Rücktritt von Verteidigungsminister Lawon und schließlich 1963 zum endgültigen Rücktritt von Premierminister David Ben-Gurion, dessen Amt von Levi Eschkol übernommen wurde. Der Staat Israel leugnete rund 50 Jahre lang offiziell jegliche Involvierung in die Terrorakte in Ägypten, bis 2005 drei der noch lebenden beteiligten Agenten von Präsident Mosche Katzav offiziell geehrt wurden.

## Anlass und erste Folgen
Anfang Juli 1954 misslang eine von Israel lancierte Geheimdienstoperation unter dem Kodenamen Operation Susannah in Ägypten. Es wurden in verschiedenen ägyptischen Kinos, Postfilialen und in den amerikanischen Kulturzentren in Kairo und Alexandria Bomben gelegt, wobei geplant war, die Verhandlungen zwischen Ägypten und Großbritannien über den britischen Abzug vom Sueskanal zu sabotieren. Die Aktionen wurden unter Falscher Flagge durchgeführt, das heißt, die Schuld an den Anschlägen sollte vor allem der Muslimbruderschaft und ägyptischen Kommunisten zugeschoben werden. Elf ägyptische Juden, die im Auftrag von Israel gehandelt hatten, wurden verhaftet und kamen in Kairo vor Gericht. Zwei Verdächtige, Josef Karmon und der in Köln aufgewachsene Meir Max Bineth, begingen im Gefängnis Suizid. Der Prozess dauerte vom 11. Dezember 1954 bis 27. Januar 1955. Zwei Angeklagte, Mosche Marzouk und Schmuel Azar, wurden zum Tode verurteilt und durch Hängen hingerichtet, zwei wurden wegen mangelnder Beweise freigelassen. Die übrigen erhielten Gefängnisstrafen zwischen sieben Jahren und lebenslänglich, obwohl Präsident Gamal Abdel Nasser versprochen hatte, es würden keine schweren Strafen ausgesprochen. Israel weigerte sich, offiziell Verbindungen zur misslungenen Operation einzugestehen, und tat deshalb nichts, um den elf Angeklagten beizustehen. Hauptfrage in Israel war zu dieser Zeit, ob der Befehl zur fehlgeschlagenen Operation, die ohne Wissen von Premierminister Mosche Scharet geschah, von Verteidigungsminister Pinchas Lawon oder vom Leiter des militärischen Geheimdienstes Binjamin Gibli ausgegangen war. Bis heute gibt es keine klare Antwort auf diese Frage (Stand: 06. Juni 1965). Klar ist jedoch, dass während beinahe zehn Jahren das politische Leben in Israel von den Auswirkungen dieser Affäre stark betroffen war, vor allem, weil David Ben-Gurion, der zum Zeitpunkt des Geschehens zurückgezogen in Sde Boker lebte, die Affäre nicht ruhen lassen wollte. Der damalige Generalstabschef Mosche Dajan behauptete, Lawon habe den Befehl erteilt, doch andere äußerten unterschiedliche Meinungen.
Bald nach den Gerichtsverfahren in Ägypten ernannte Scharet einen Ausschuss, bestehend aus Oberrichter Jitzchak Olschan und dem ersten israelischen Generalstabschef Jaakow Dori. Der Ausschuss konnte jedoch keine klaren Ergebnisse vorweisen. Hingegen wurde Lawon gezwungen, als Verteidigungsminister zurückzutreten, und Ben-Gurion übernahm am 21. Februar 1955 dessen Amt. Gibli wurde aus dem Geheimdienst entlassen.
1957 begann in Israel eine Untersuchung gegen einen israelischen Agenten, der für das Netzwerk in Ägypten verantwortlich gewesen war, die jedoch kaum mit der Operation in Ägypten zu tun hatte. Zu der Zeit wurde er als „der dritte Mann“ bezeichnet und stellte sich später als Avri Elad heraus. Im Laufe des geheimen Gerichtsverfahrens, dessen vollständige Einzelheiten bis heute (Stand: 10. März 2011) unveröffentlicht sind, gestand Elad, Meineid begangen und dem Ausschuss Olschan-Dori auf Bitten von Gibli falsche Informationen geliefert zu haben. Im August 1960 wurde Elad zu einer zwölfjährigen Gefängnisstrafe verurteilt, da er sich rechtswidrig Geheimdokumente verschafft haben soll.
1958 wurde von militärischer Seite eine geheime Untersuchungskommission errichtet, die sämtliche Beweismittel prüfen sollte. Die Kommission kam zwar zum Ergebnis, dass Dokumente gefälscht und falsche eidesstattliche Erklärungen abgegeben worden waren, doch wurden keine Maßnahmen ergriffen. Im Mai 1960 kam es zu einer Unterredung zwischen Lawon und Ben-Gurion, worauf Letzterer seinen Aide-de-camp beauftragte, die Sache zu untersuchen und dieser wiederum die Fälschung von Unterlagen und die falschen eidesstattlichen Erklärungen bestätigte. Im September 1960 wurde im Auftrag Ben-Gurions ein Ausschuss unter Vorsitz von Oberrichter Chaim Cohn einberufen, zur Prüfung der Anschuldigungen gegen Gibli. Nach der Veröffentlichung des Berichts dieses Ausschusses am 23. Oktober 1960 trat Gibli von seinen Funktionen in der Armee zurück. Staatsanwalt Gideon Hausner empfahl, die Durchführung eines eventuellen Gerichtsverfahrens zu prüfen, doch die leitenden Gremien von Mapai hatten kein Interesse an einem Gerichtsverfahren. Mit Ausnahme von Lawon wurden damals die Namen der meisten Beteiligten in der Presse nicht erwähnt.

## Ben-Gurion gegen Lawon
Jahrelang versuchte Ben-Gurion, die Affäre weiterverfolgen zu lassen, stets überzeugt davon, dass Lawon den Auftrag für die Operation in Ägypten gegeben hatte. Doch auch Lawon hatte gewichtige Unterstützer, darunter Golda Meir und Pinchas Sapir. Ben-Gurion überzeugte Gibli, von Generalstabschef Chaim Laskow die Einsetzung eines Untersuchungsausschusses zu verlangen, die die Verantwortung für die Vorfälle in Ägypten überprüfen sollte. Lawon bestand darauf, dass die Frage im Auslands- und Verteidigungsausschuss der Knesset behandelt werden sollte. Entgegen den Wünschen Ben-Gurions beschloss die Regierung am 30. Oktober 1960 auf Antrag von Justizminister Pinchas Rosen, unterstützt von Finanzminister Levi Eschkol, die Einberufung eines weiteren Ausschusses aus sieben Ministern zur Untersuchung der Angelegenheit. In seiner Zeugenaussage vor dem Ausschuss sprach Lawon davon, dass Beamte des Verteidigungsministeriums zur Zeit der Untersuchungen durch Olschan und Dori eine Verschwörung gegen ihn angezettelt hätten, und beschuldigte Schimon Peres, damals leitender Beamter im Verteidigungsministerium, der fehlenden Loyalität. Der Ausschuss kam zum Ergebnis, dass Lawon den Befehl nicht erteilt habe, und empfahl, die Sache abzuschließen. Der Bericht des Ausschusses wurde von der Regierung am 25. Dezember 1960 genehmigt. Ben-Gurion weigerte sich jedoch, den Bericht anzunehmen, und forderte nun selbst eine Überprüfung durch ein richterliches Gremium, das im Gegensatz zum vorigen Ausschuss die Zeugen unter Androhung einer Subpoena zur Aussage verpflichten konnte. Obwohl ein Misstrauensantrag der Opposition am 30. Januar 1961 in der Knesset scheiterte, wurde Ben-Gurions Haltung stark kritisiert. Am Tag darauf reichte er seinen Rücktritt ein, und bis zur Abhaltung neuer Parlamentswahlen im August 1961 diente seine Regierung als Interimsregierung.
Ben-Gurion scheint nun einen persönlichen Rachezug gegen Lawon geführt zu haben. Obwohl einige prominente Intellektuelle, darunter Martin Buber und Hugo Bergman, sein Verhalten öffentlich als antidemokratisch bezeichneten, konnte er im Februar 1961 das Zentralkomitee der Mapai davon überzeugen, Lawon als Generalsekretär der Histadrut zu entlassen. Scharet bezeichnete diese Entlassung als „unehrenhaft“, und die Kritik an Ben-Gurion wuchs zusehends, obwohl er im November 1961 eine neue Regierung bilden konnte. Im Juni 1963 trat er zum letzten Mal als Premierminister zurück, und auf seine Empfehlung hin trat Levi Eschkol seine Nachfolge an. Eschkol war bestrebt, die Affäre, welche die Mapai-Partei während fast zehn Jahren belastet hatte, endlich zu einem Abschluss zu bringen. Doch im Oktober 1964 unternahm Ben-Gurion einen nochmaligen Versuch, das Thema zur Sprache zu bringen, und unterbreitete Justizminister Dov Yosef und Staatsanwalt Mosche Ben Seew Dokumente über die Lawon-Affäre. Der Justizminister wies Ben-Gurions neuerlichen Antrag zur Einsetzung einer gerichtlichen Untersuchung zurück, empfahl jedoch die Durchführung einer umfassenden offiziellen Untersuchung. Diese Empfehlung wurde von Eschkol zurückgewiesen. Nachdem Eschkol bei Ben-Gurions Anhängern im Zentralkomitee der Mapai auf vehemente Ablehnung gestoßen war, reichte er seinen Rücktritt ein und forderte die Bildung einer neuen Regierung, die das Recht haben sollte, die Angelegenheit ohne parteiliche Einmischung zu entscheiden. Im Dezember 1964 bildete Eschkol eine neue Regierung, und 1965 verließ Ben-Gurion mit sieben seiner Anhänger Mapai und bildete eine eigene parlamentarische Gruppe namens Rafi.

## Epilog
Nach dem Sechstagekrieg hätte Israel die Entlassung derjenigen Agenten fordern können, die sich noch immer in ägyptischer Gefangenschaft befanden. Es wurde jedoch kein derartiger Antrag gestellt, und erst 1968 wurden die verbleibenden Gefangenen freigelassen.
2005 wurden drei Überlebende der Aktion in Ägypten in einer Zeremonie in Jerusalem von Staatspräsident Mosche Katzav öffentlich geehrt.